# Bund Deutscher Amateurtheater
Der Bund Deutscher Amateurtheater e. V. (BDAT) ist der Dachverband der Interessengemeinschaften aller Sparten des darstellenden Spiels. Er pflegt, fördert und verbreitet das Amateurtheater im deutschsprachigen Raum. In 18 Mitgliedsverbänden sind etwa 2.500 Mitgliedsbühnen organisiert.
Auf internationaler Ebene bildet der Verband mit der Bundesarbeitsgemeinschaft Spiel & Theater das „Nationale Zentrum“ des Weltamateurtheaterverbandes IATA/AITA. Der BDAT ist u. a. Mitglied im Central European Committee (CEC) der IATA/AITA, in der Arbeitsgemeinschaft der deutschsprachigen Amateurtheaterverbände sowie im Internationalen Theaterinstitut (ITI).
Er vergibt alle zwei Jahre die Auszeichnung Deutscher Amateurtheaterpreis „amarena“, mit der herausragende Leistungen auf dem Gebiet des Amateurtheaters gewürdigt werden.
Gegründet wurde der Verband 1892 als Verband der Privat-Theater-Vereine Deutschlands in Berlin. Die Privat-Theater-Gesellschaft Urania von 1792, aus der der Verband hervorging, ist allerdings noch 100 Jahre älter.
Lange Zeit hatte der Verband seinen Sitz in Heidenheim an der Brenz und eine weitere Geschäftsstelle in Lingen (Ems). Beide Geschäftsstellen wurden 2013 zusammengeführt und dann in Berlin angesiedelt.
Zum BDAT gehören 2400 Amateurtheatergruppen in 16 Landesverbänden (z. B. Landesverband Amateurtheater Sachsen, Landesverband Amateurtheater Baden-Württemberg), sowie der Verband Deutscher Freilichtbühnen und die Arbeitsgemeinschaft Mundart-Theater Franken. Es besteht internationaler Kontakt zu Südtirol, Österreich, Schweiz und zum weltweiten Dachverband des Amateurtheaters.
Zweimal jährlich bringt der Verein die Fach- und Verbandszeitschrift „Spiel&Bühne“ in einer Auflagenhöhe von 3500 Stück heraus.
Der derzeitige Präsident ist Simon Isser (Offenbach), der 2016 Jörg Sobeck nach dessen einjähriger Amtszeit ablöste. Norbert Radermacher, langjähriger BDAT-Präsident,  ist seit 2015 Ehrenpräsident des Verbandes.